# Jang Dae-il
Jang Dae-il (* 9. März 1975 in Incheon) ist ein ehemaliger südkoreanisch-englischer Fußballspieler.

## Karriere

### Spieler

#### Klub
Nach seiner Schulmannschaft und seiner Zeit in der Mannschaft der Yonsei University wechselte Jang, der einen Vater aus England hat, Anfang 1998 per Draft in den Kader von Cheonan Ilhwa, wo er zwei Jahre lang aktiv war. Danach wechselte er im Sommer 2000 weiter zu Busan I'Cons. Hier spielte er bis Ende 2003. Wohin er danach wechselte, ist nicht bekannt.

#### Nationalmannschaft
Sein erstes bekanntes Spiel für die südkoreanische Nationalmannschaft war am 16. Juni 1997 bei einem 1:1-Freundschaftsspiel gegen Jugoslawien. Danach folgten weitere Freundschafts- sowie Qualifikationsspiele für die Weltmeisterschaft 1998. Bei letzteren kam er auf insgesamt vier Einsätze in dieser Phase. Bei der Weltmeisterschaft 1998 selber wurde er dann zwar in den Kader berufen, erhielt bei dem Turnier jedoch keinerlei Einsatzzeit. Nach dem Turnier bekam er dann auch keine Einsätze im Nationaldress mehr. Sein letztes Spiel war somit ein 2:1-Freundschaftsspielsieg über Jamaika.